# جومانجي (مسلسل)
جومانجي (بالإنجليزية: Jumanji)‏ هو مسلسل رسوم متحركة أمريكي تم إنتاجه في سنة 1995، وقد كانت قناة يو بي إن للأطفال أول من عرضت المسلسل في سنة 1996 وإنتهى عرضه في في سنة 1998، وقد كان مكون من 3 مواسم و40 حلقة، قصص حلقات كانت تستند على فلم جومانجي الذي أنتج في سنة 1995، وقد قامت شركة سوني بيكتشرز للرسوم المتحركة بتوزيعه، وقد قامت قناة إم ‌بي ‌سي 3 للأطفال بدبلجة المسلسل وعرضه.

## القصة
يعثر جودي وبيتر على لعبة جومانجي عندما يرمي أحدهما الزهر يظهر اللغز الذي يجب عليهما حله داخل جومانجي وجومانجي هي غابة كبيرة فيها يتم حل اللغز وفيها حبس صديقهما ألين الذي دخل العبة وهو في العاشرة من عمره دون أن ينتبه للغزه وما زال محبوسا داخلها.
ولكي يخرجوا من اللعبة عليهم بحل اللغز وهنا يواجهوا الأخطار والمصاعب من اجل حل هذا اللغز والا سوف يحبسون داخل اللعبة مثل صديقهم ألين.

## الشخصيات
- جودي . نسيمة ضاهر.
- بيتر . ملك مرقدة.
- ألين . جمال نصار.
- عدة أدوار. محمد مصطفى.
- ؟ . محمد فلفلة.

## وصلات خارجية
- جومانجي على موقع IMDb (الإنجليزية)
- جومانجي على موقع روتن توميتوز (الإنجليزية)
- جومانجي على موقع قاعدة بيانات الأفلام العربية
- جومانجي على موقع أول موفي (الإنجليزية)
- جومانجي على موقع فيلمافينيتي (الإسبانية)
- جومانجي على موقع كينوبويسك (الروسية)
- جومانجي على موقع ألو سيني (الفرنسية)
- جومانجي على موقع قاعدة بيانات الفيلم (الإنجليزية)

- http://www.imdb.com/title/tt0115228/
- http://www.tv.com/shows/jumanji/